# أولاد سيدي حجاج (سيدي حجاج)
أولاد سيدي حجاج هي إحدى مشيخات المملكة المغربية، تتبع جغرافيا لإقليم سطات وإداريًا لسيدي حجاج. يقدر عدد سكانها بـ 5041 نسمة حسب الإحصاء الرسمي للسكان والسكنى لسنة 2004.